# Polynema bimaculatipenne
Polynema bimaculatipenne är en stekelart som beskrevs av Girault 1911. Polynema bimaculatipenne ingår i släktet Polynema och familjen dvärgsteklar. Inga underarter finns listade i Catalogue of Life.